# Live in Buenos Aires (àlbum de Coldplay)
Live in Buenos Aires és el cinquè àlbum de directes de la banda anglesa Coldplay, publicat el 7 de desembre de 2018. Fou enregistrat el 15 de novembre de 2017 a La Plata, coincidint amb el darrer concert de la gira A Head Full of Dreams Tour, mentre que Live in São Paulo fou filmat el 8 de novembre de 2017. La col·lecció també inclou un documental Coldplay: A Head Full of Dreams, dirigit per Mat Whitecross.
Estigué disponible en una col·lecció de dos DVD/CD, o en una altra de dos DVD o tres vinils. La caixa tenia l'etiqueta "The Butterfly Package". També va aparèixer una caixa de 2 CD amb només Live in Buenos Aires. Digitalment, l'àlbum estigué disponible via streaming i descàrrega digital, mentre que la pel·lícula del concert només via descàrrega. El disseny de la portada fou a càrrec de l'artista islandesa Kristjana S. Williams.
Per a la promoció de l'estrena de A Head Full of Dreams a Amazon Prime Video, Coldplay va estrenar tres cançons en directe via Amazon Music el 26 d'octubre: «Stayin' Alive» amb Barry Gibb (directe a Glastonbury), «Us Against the World» (directe a Leipzig) i «Don't Panic» (directe a París).
El diari argentí El Día de La Plata, ciutat on es va realitzar el concert filmat en l'àlbum, va criticar el fet que Coldplay ometís el nom de la ciutat en el títol de l'àlbum en el lloc de Buenos Aires, ciutat situada a 60 km de lloc real del concert.

## Llista de cançons
Totes les cançons foren escrites i compostes per Guy Berryman, Jonny Buckland, Will Champion i Chris Martin. 
| 1.  | «A Head Full of Dreams»          | 4:59 |
| 2.  | «Yellow»                         | 5:50 |
| 3.  | «Every Teardrop Is a Waterfall»  | 4:04 |
| 4.  | «The Scientist»                  | 6:28 |
| 5.  | «God Put a Smile upon Your Face» | 4:34 |
| 6.  | «Paradise»                       | 6:59 |
| 7.  | «Always in My Head»              | 3:41 |
| 8.  | «Magic»                          | 4:45 |
| 9.  | «Everglow»                       | 4:55 |
| 10. | «Clocks»                         | 4:20 |
| 11. | «Midnight»                       | 1:45 |
| 12. | «Charlie Brown»                  | 5:46 |

| 1.            | «Hymn for the Weekend»                          | 4:00    |
| 2.            | «Fix You»                                       | 5:27    |
| 3.            | «Viva la Vida»                                  | 4:11    |
| 4.            | «Adventure of a Lifetime»                       | 5:06    |
| 5.            | «De Música Ligera» (Gustavo Cerati, Zeta Bosio) | 6:09    |
| 6.            | «Colour Spectrum»                               | 1:57    |
| 7.            | «In My Place»                                   | 4:37    |
| 8.            | «Amor Argentina»                                | 5:16    |
| 9.            | «Something Just like This»                      | 4:04    |
| 10.           | «A Sky Full of Stars»                           | 4:36    |
| 11.           | «Up&Up»                                         | 8:45    |
| 12.           | «End Credits»                                   | 2:03    |
| Durada total: | Durada total:                                   | 1:54:11 |

| 1.  | «A Head Full of Dreams»         |  |
| 2.  | «Yellow»                        |  |
| 3.  | «Every Teardrop is a Waterfall» |  |
| 4.  | «The Scientist»                 |  |
| 5.  | «Birds»                         |  |
| 6.  | «Paradise»                      |  |
| 7.  | «Always in My Head»             |  |
| 8.  | «Magic»                         |  |
| 9.  | «Everglow»                      |  |
| 10. | «Clocks»                        |  |
| 11. | «Midnight»                      |  |
| 12. | «Charlie Brown»                 |  |
| 13. | «Hymn for the Weekend»          |  |
| 14. | «Fix You»                       |  |
| 15. | «Viva La Vida»                  |  |
| 16. | «Adventure of a Lifetime»       |  |
| 17. | «Colour Spectrum»               |  |
| 18. | «Us Against the World»          |  |
| 19. | «In My Place»                   |  |
| 20. | «Paulistanos»                   |  |
| 21. | «Something Just Like This»      |  |
| 22. | «A Sky Full of Stars»           |  |
| 23. | «Up&Up»                         |  |
| 24. | «End Credits»                   |  |

DVD 2
Coldplay: A Head Full of Dreams